# Milizia coloniale
La Milizia coloniale fu una specialità della Milizia Volontaria per la Sicurezza Nazionale, istituita nelle colonie del Regno d'Italia.

## Storia
L'occupazione della Libia da parte delle truppe italiane, iniziata nel 1911 con la guerra italo-turca, dopo la Grande Guerra era lungi dall'essere completata. Il controllo italiano si limitava infatti alle città della costa, mentre nell'entroterra (soprattutto nel Fezzan) continuava la resistenza delle tribù senussite. La presa di potere del fascismo diede il via, nel 1923, ad un nuovo ciclo di campagne militari per la pacificazione di tutto il territorio tripolitano e soprattutto cirenaico, che si concluse solo nel 1931 con la cattura di Omar al-Mukhtar.
Nel settembre del 1923 furono inviate ad affiancare i reparti del Regio Esercito e del Regio Corpo Truppe Coloniali della Tripolitania e della Cirenaica tre legioni della MVSN: la 176ª Legione "Cacciatori Guide di Sardegna" di Cagliari, la palermitana 171ª "Vespri" e la 132ª "Monte Velino" abruzzese di Avezzano. Questi erano reparti di livello reggimentale tratte dalla milizia ordinaria, prive di specifico addestramento, che parteciparono a fianco delle truppe nazionali e coloniali alle operazioni anti-guerriglia in Tripolitania sotto la guida del governatore Giuseppe Volpi ed in Cirenaica agli ordini dei generali Luigi Bongiovanni prima e Ernesto Mombelli poi.
Traendo personale dalle suddette unità, con il regio decreto del 1º maggio 1924 n. 1166, furono istituite due Legioni Libiche permanenti di Milizia Coloniale, la 1ª Legione "Oea" e la 2ª Legione "Berenice", ognuna su due coorti (corrispondenti ai battaglioni da 4 centurie (livello ordinativo corrispondente alla compagnia), di guarnigione rispettivamente in Tripolitania ed in Cirenaica. Le due unità, con funzione di "polizia militare coloniale", dipendevano dal rispettivo governatore. Il personale era italiano ed il reclutamento era volontario, mentre per il trattamento economico e disciplinare era equiparato a quello del Regio Corpo Truppe Coloniali.
Con la stabilizzazione della regione, a queste due unità libiche formate da personale in servizio permanente si affiancarono, in tutti i possedimenti italiani, due Coorti Territoriali di Milizia Ordinaria in Libia, una in Somalia, una in Eritrea ed una centuria nel Dodecaneso italiano. Con un regio decreto del 3 ottobre 1929 le due Legioni Libiche "Oea" e "Berenice" vengono convertite da polizia militare ad unità di fanteria ed inquadrate rispettivamente nel Regio Corpo Truppe Coloniali di Tripolitania e nel Regio Corpo Truppe Coloniali di Cirenaica. Nel 1934 le due regioni vengono riunite in un unico Governatorato Generale della Libia, con un unico governatore ed un unico Regio Corpo Truppe Coloniali di Libia. Il 20 settembre del 1934 le due legioni vengono ridotte a Coorti Permanenti, con un organico di 88 ufficiali e circa 3.000 sottufficiali, graduati e truppa. Il 4 maggio 1935 infine vengono trasformate in due battaglioni CC.NN., inquadrati ognuno in un Reggimento fanteria d'Africa, insieme ad un battaglione cacciatori carristi e ad un deposito.
Il 1º maggio 1935 la Milizia Coloniale subì una profonda riorganizzazione. I reparti libici vennero riorganizzati in un Gruppo Legioni Libiche, su un Comando di Gruppo, 4 legioni, un distaccamento misto della Milizia per la difesa antiaerea territoriale (MDiCAT) e della Milizia Marittima di Artiglieria (MILMART) ed un deposito, mentre nelle isole italiane dell'Egeo venne istituita la 201ª Legione CC.NN. "Conte Verde". Quest'ultima tecnicamente non faceva più parte della Milizia Coloniale ma era considerata una legione ordinaria dipendente direttamente dalla MVSN metropolitana. Nel 1936, in Africa Orientale Italiana, dopo la fine della guerra d'Etiopia, la milizia venne organizzata in 1º e 2º Gruppo Legioni d'Africa. Tale ordinamento rimase inalterato fino al 1941, quando le vicende della seconda guerra mondiale portarono alla perdita delle colonie.
Nel Regno albanese, annesso in unione personale alla corona del Regno d'Italia, venne istituita nel 1939 la Milizia Fascista Albanese, direttamente dipendente dal Duce e dalla MVSN.
Impegnate fin dalla nascita come forza di polizia coloniale, nel 1940, all'entrata in guerra dell'Italia, il Gruppo Legioni Libiche mobilitò quattro Battaglioni CC.NN. d'Assalto, il 1º Gruppo Legioni d'Africa ne mobilitò 17 ed il 2º Gruppo Legioni d'Africa ne attivò 8 battaglioni. Questi reparti affiancarono i reparti del Regio Esercito in tutte le alterne vicende dei due fronti, in africa settentrionale ed in africa orientale, fino alla caduta delle colonie.

## Uniformi ed equipaggiamento
Le uniformi della Milizia Coloniale, si rifanno all'uniforme grigioverde ed a quella coloniale del Regio Esercito, con gli stessi tratti distintivi della MVSN ordinaria: cravatta e camicia nera invece che grigioverde e fasci littori al posto delle stellette militari sulle fiamme nere del bavero. Oltre a berretto grigioverde, bustina e casco coloniale d'ordinanza, in colonia in un primo periodo il copricapo di specialità fu il cappello boero nero, in seguito sostituito dal cappello alpino senza penna (la cosiddetta "vedova") in feltro cachi, bordato di nero,
Il primo fregio Mod. 1926 era lo stesso della milizia ordinaria (tondino sovrastato da fascio littorio) ma sottopannato in tessuto cachi invece che nero o grigioverde. Il successivo Mod. 1931 se ne distaccava nettamente ed era formato da una cornetta da cacciatore su un fascio littorio, sormontato da una corona. Il tondino al centro della cornetta conteneva il numero della legione. Il Mod. 1936 aggiunge ai suddetti elementi due gladi incrociati.
Anche l'armamento era lo stesso dei reparti combattenti della MVSN e della fanteria del RE. La MFA aveva quindi in dotazione le pistole semiautomatiche Beretta M34 e le varie versioni del Carcano Mod. 91/38 come armi individuali, il fucile mitragliatore Breda Mod. 30 e la mitragliatrice pesante Breda Mod. 37 come armi di reparto, fino ai cannoni controcarro 47/32 Mod. 1935. Come componente della milizia, il personale riceveva inoltre il Pugnale Mod. 35 della MVSN.

## Milizia Libica: 1924
- 1ª Legione libica "Oea" (Tripolitania) (permanente)
  - I Coorte (Homs)
  - II Coorte (Tripoli)
- 2ª Legione libica "Berenice" (Cirenaica) (permanente)
  - due coorti
  - una squadriglia autoblindomitragliatrici (11 Lancia 1Z)
- Coorte "Tripolina" (Tripoli) (ordinaria)
- Coorte "Cirenaica" (Bengasi) (ordinaria)
- Coorte "Somala" (Mogadiscio) (ordinaria)
- Coorte "Eritrea" (Asmara) (ordinaria)
- Centuria "Egea" (Rodi) (ordinaria)

## Ordinamento 1935-1936
- Gruppo Legioni Libiche

| Comando di Legione           | Sede     | Btg. mobilitati nel 1940         |
| ---------------------------- | -------- | -------------------------------- |
| Comando di Gruppo Legioni    | Tripoli  |                                  |
| 1ª Legione Libica            | Tripoli  | I Battaglione Libico "Tripoli"   |
| 2ª Legione Libica            | Misurata | II Battaglione Libico "Misurata" |
| 3ª Legione Libica            | Bengasi  | III Battaglione Libico "Bengasi" |
| 4ª Legione Libica            | Derna    | IV Battaglione Libico "Derna"    |
| Distaccamento MDiCAT/MILMART |          |                                  |
| Deposito                     | Tripoli  |                                  |

- 1º Gruppo Legioni d'Africa

| Comando di Legione                      | Sede        | Battaglioni d'Africa mobilitati nel 1940 |
| --------------------------------------- | ----------- | ---------------------------------------- |
| Comando di Gruppo Legioni               | Addis Abeba |                                          |
| 1ª Legione d'Africa "Arnaldo Mussolini" | Addis Abeba | I, II, III, IV, V, XI, XII               |
| 4ª Legione d'Africa "Filippo Corridoni" | Harrar      | CLIV, CLVI, DII, DIV                     |
| 5ª Legione d'Africa "Luigi Razza"       | Mogadiscio  | DV, DVI, DLXXXV, DCXXXI                  |
| 6ª Legione d'Africa "Luigi Valcarenghi" | Gimma       | DCCXXXI, DCCXLV                          |

- 2º Gruppo Legioni d'Africa

| Comando di Legione                       | Sede   | Battaglioni d'Africa mobilitati nel 1940 |
| ---------------------------------------- | ------ | ---------------------------------------- |
| Comando di Gruppo Legioni                | Asmara |                                          |
| 2ª Legione d'Africa "Ivo Oliveti"        | Asmara | XIII, XIV, XVI, CXVI                     |
| 3ª Legione d'Africa "Reginaldo Giuliani" | Gondar | CXXXI, CXLI, CXLVI, CLI                  |
| 7ª Legione d'Africa "F. Battisti"        | Dessiè |                                          |

- Comando FF.AA. "Isole italiane Egeo"
- 201ª Legione Egea "Conte Verde"
  - CCI Battaglione d'Assalto "Rodi"
  - CCCI Battaglione d'Assalto "Rodi"
  - CCI Battaglione complementi
  - 201ª Compagnia mitraglieri

## Milizie speciali
Oltre alla Milizia Coloniale ed alla milizia ordinaria, nelle colonie operarono anche reparti delle milizie speciali, indipendenti dalla Milizia Coloniale e sottoposte ai comandi ed ai rispettivi ministeri metropolitani.
La Milizia Forestale costituì nelle colonie una legione su due coorti in Libia ed una in Africa Orientale Italiana. In particolare l'8 ottobre 1935, i volontari della Coorte Milizia Forestale AOI, al comando del luogotenente generale Augusto Agostini, si imbarcarono per la guerra d'Etiopia. Qui era conosciuta come Colonna celere "Agostini" e venne impiegata come unità combattente autocarrata al fianco del Carabinieri Reali. Nel 1936, dopo la fine delle ostilità, vennero istituite, oltre alle nove legioni nazionali, anche una legione su due coorti in Libia ed una su cinque nuclei, con ascari forestali, in Africa Orientale Italiana.
La Milizia Ferroviaria era organizzata su 14 legioni, tante quanti erano i comparti ferroviari in territorio metropolitano. A questi si aggiunse, nel 1936, la 15ª Legione Ferroviaria "Luigi Razza", mobilitata per il servizio in Somalia e di stanza a Mogadiscio. Questa unità fu rimpatriata nel 1940.
Nel 1939 la MDiCAT viene riorganizzata in 22 legioni metropolitane e 4 gruppi autonomi nelle colonie, rispettivamente due in Libia e due in AOI.
La Milizia Universitaria, formata da studenti universitari inquadrati in distinti reparti ma che operativamente svolgono gli stessi compiti della milizia ordinaria, nelle colonie erano presenti in due centurie, una a Tripoli ed una ad Addis Abeba.
Istituita nel 1934, nel 1939 la Milizia Marittima di Artiglieria aveva nelle colonie tre gruppi autonomi, con diverse batterie, ad Tripoli, Asmara e Mogadiscio, ed era presente con 19 batterie nel Dodecaneso italiano.

### Ordinamento
- Milizia Forestale (1936)
  - 10ª Legione Milizia Nazionale Forestale (Tripoli)
    - I Coorte MNF (Tripoli)
    - II Coorte MNF (Bengasi)

  - 11ª Legione Milizia Nazionale Forestale (Addis Abeba)
    - 5 nuclei autonomi
- Milizia Ferroviaria (1936)
  - 15ª Legione Ferroviaria "Luigi Razza" (Mogadiscio)
- Milizia Portuaria
  - Distaccamento autonomo di Massaua
  - Distaccamento autonomo di Assab
  - Distaccamento autonomo di Mogadiscio
- Milizia per la difesa antiaerea territoriale (1939)
  - I Gruppo autonomo di Libia (Tripoli)
  - II Gruppo autonomo di Libia (Bengasi)
  - I Gruppo autonomo AOI
  - II Gruppo autonomo AOI
- Milizia Universitaria
  - Centuria di Tripoli
  - Centuria di Addis Abeba
- Milizia Marittima di Artiglieria (1939)
  - Dodecaneso italiano
    - due batterie da 152/50 (7 pezzi)
    - cinque batterie da 152/40 (16 pezzi)
    - cinque batterie da 120/45 (18 pezzi)
    - una batteria da 102/35 (4 pezzi)
    - quattro batterie da 76/50 (10 pezzi)
    - due batterie da 76/40 (8 pezzi)
    - 26 pezzi da sbarco da 76/17

  - Gruppo autonomo di Tripoli
    - due batterie da 190/39 (8 pezzi)
    - tre batterie da 149/47 (13 pezzi)
    - una batteria da 149/42 (6 pezzi)
    - una batteria da 76/40 (4 pezzi)

  - Gruppo autonomo di Asmara e Gruppo autonomo di Mogadiscio
    - due batterie da 152/45 (6 pezzi)
    - due batterie da 120/50 (6 pezzi)
    - sette batterie da 120/45 (27 pezzi)
    - una batterie da 76/50 (2 pezzi)